# Eucalyptus gypsophila
Eucalyptus gypsophila là một loài thực vật có hoa trong Họ Đào kim nương. Loài này được Nicolle mô tả khoa học đầu tiên năm 1997.